# Steve Rogers (rugby à XIII)
Pour les articles homonymes, voir Rogers et Steve Rogers.
Pas d'image ? Cliquez ici

a Compétitions nationales et continentales officielles uniquement.

b Matchs officiels uniquement.
Steve Rogers, né le 29 novembre 1954 à Gold Coast (Australie) et mort le 3 janvier 2006 à Cronulla (Australie), est un joueur international australien de rugby à XIII.
En club, cet international australien porte les couleurs des Cronulla Sharks (1973-82, 1985) et des St. George Dragons (1983-84).
Son fils, Mat Rogers, est également un joueur de rugby à XIII mais aussi de rugby à XV.